# نحافة
يمكن وصف شخص ما بأنه نحيف عندما يكون مؤشر كتلة الجسم لديه أقل من 18.5.

## التقدير

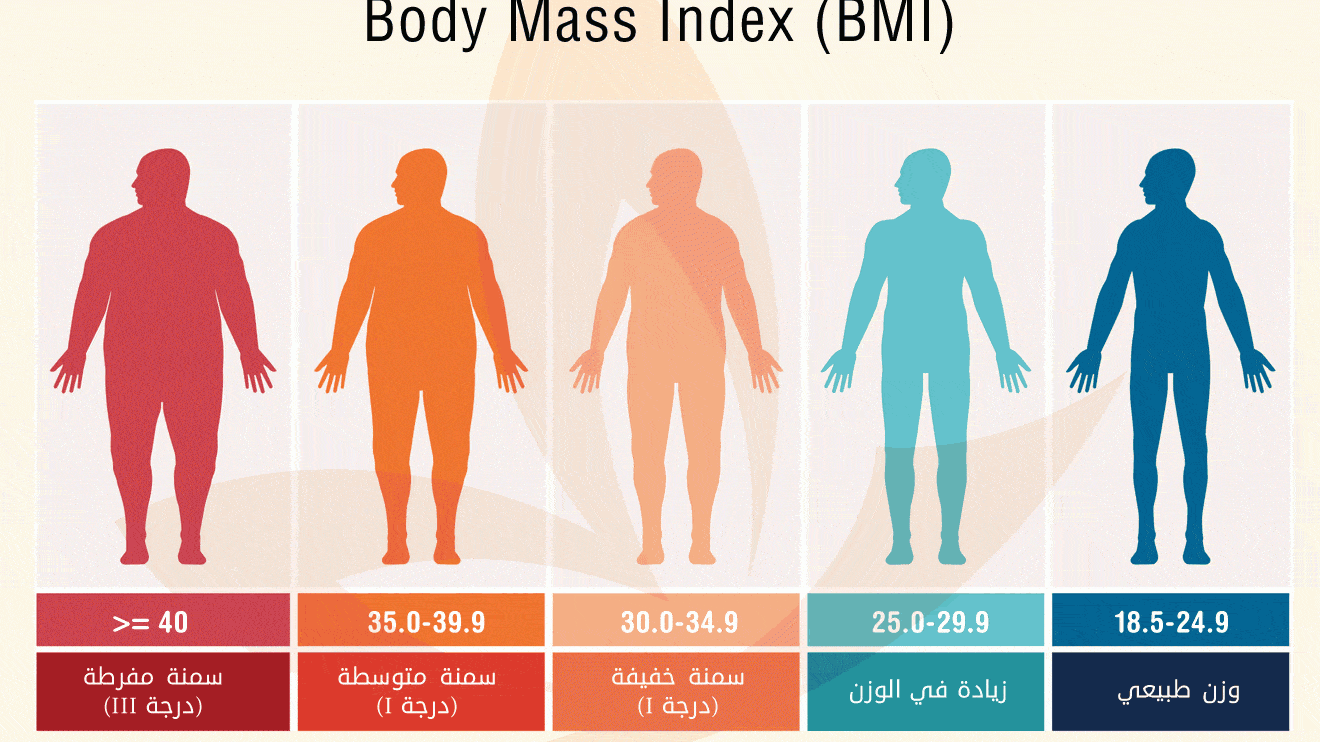
مؤشر كتلة الجسم (BMI).

من المتعارف عليه أن يتم إستخدام مؤشر كتلة الجسم لتقييم صحة الفرد من حيث الوزن، وهو عبارة عن نسبة وزن الشخص إلى طوله، يتم إعتبار الشخص نحيفاً عندما يصل للرقم 18.5 من مؤشر كتلة الجسم. يتم حساب قيمة كتلة الجسم إما باستخدام مربع الوزن بالكيلوجرام مقسومًا على الطول بالأمتار، أو مربع الوزن بالباوندات مضروبة في 703 ومقسومة على الطول بالبوصة. توجد طريقة أخرى لقياس النحافة من خلال مقارنة متوسط وزن مجموعة من الأشخاص لهم نفس العمر والطول: بحيث يكون الأشخاص الذين تقل نسبة نتائجهم عن 15% إلى 20% على الأقل عن متوسط الوزن بالمقارنة لباقي المجموعة نحفاء.
ينصح مركز السيطرة على الأمراض والوقاية منها (CDC) الناس باستخدام مؤشر كتلة الجسم لمعرفة ما لمعرفة ما إذا كان وزنهم صحي، يعانون من النحافة أم لا، أو إذا كانت لديهم بدانة.
وتكون نسب مقياس مؤشر كتلة الجسم كالتالي:
| التصنيف                     | مؤشر كتلة الجسم – كغ/م2 |
| --------------------------- | ----------------------- |
| نقص الوزن (نحافة شديدة)     | < 16.0                  |
| نقص الوزن (نحافة معتدلة)    | 16.0 – 16.9             |
| نقص الوزن (نحافة خفيفة)     | 17.0 – 18.4             |
| وزن طبيعي                   | 18.5 – 24.9             |
| زيادة الوزن (ما قبل السمنة) | 25.0 – 29.9             |
| سمنة (الدرجة الأولى)        | 30.0 – 34.9             |
| سمنة (الدرجة الثانية)       | 35.0 – 39.9             |
| سمنة (الدرجة الثالثة)       | ≥ 40.0                  |

- قد تكون هذه الحسابات غير دقيقة إلى حد ما بالنسبة للاشخاص الرياضين، بحيث يمتلك جسمهم قدرًا كبيراً من العضلات والتي تزن أكثر من الدهون.

تم إقتراح استخدام نسبة الدهون في الجسم (BFP) كطريقة أخرى لتقييم ما إذا كان الشخص يعاني من النحافة أم لا. يعتبر مقياس نسبة الدهون في الجسم مختلفاً عن مقياس مؤشر كتلة الجسم، حيث أن الأخير مقياس وكيل (متغير ربما لا تكون له أهمية كبيرة)، ولكن على العكس فعند أستخدام نسبة دهون الجسم، يتم الأخذ في الاعتبار التكوين المختلف للانسجة الدهنية أو الخلايا الدهنية والانسجة العضلية وأدوارهما المختلفة في الجسم. وقد حدد المجلس الأمريكي للتمارين الرياضية (ACE) نسبة الدهون اللزمة أو الأساسية للجسم (وهي المستوى الذي تتأثر بعده الصحة النفسية والجسدية بشكل سلبي)، عند مستويات 10-13% بالنسبة للنساء ومن 2 – 5% بالنسبة للرجال.
وتكون نسب مقياس نسبة دهون الجسم كالتالي:
| الوصف       | نساء   | رجال   |
| ----------- | ------ | ------ |
| دهون أساسية | 10–13% | 2–5%   |
| رياضيين     | 14–20% | 6–13%  |
| لائق بدنياً  | 21–24% | 14–17% |
| عادي        | 25–31% | 18–24% |
| سمين        | 32%+   | 25%+   |

## معدل الانتشار
كان معدل الانتشار العالمي الموحد للنحافة لدى كل من النساء والرجال، لإحصاء من عام 2014، بنسبة انتشار من 8.8٪ إلى 9.7٪، على التوالي، وذلك باستخدام مؤشر كتلة الجسم كمقياس للصحة المرتبطة بالوزن. وقد كانت تلك القيم أقل مما تم الإبلاغ عنه في عام 1975 بنسبة 14.6٪ و13.8٪ على التوالي، مما يشير إلى انخفاض عالمي في أعداد المصابين بالنحافة.

## الأمراض
يمكن أن تتسبب الإصابة بالنحافة بحالات مرضية أخري، حيث في هذه الحالة تكون النحافة العرض الأولي. قد يعاني العديد من الأشخاص المصابين بالنحافة من الضعف العام للجسم وصعوبة على التحمل بالإضافة إلى ضعف الجهاز المناعي، والذي يترك أجسامهم ضعيفة وعرضة للإصابة بالعدوى. وفقًا لروبرت إي.بلاك من كلية جونز هوبكنز للصحة العامة أن «عند الإصابة بحالة النحافة أو عند نقص المغذيات الدقيقة بالجسم قد تؤدي أيضًا إلى انخفاض في دفاعات المضيف المناعية وغير المناعية، وفي هذه الحالة يجب تصنيفها كأسباب أولية أو كامنة للوفاة إذا تم اتباعها بالأمراض المعدية والتي في تلك الحالة تعتبر أسباب تباعية أو ثانوية ناتجة عن المرض». هناك بعض المخاوف الخاصة من الأشخاص الذين يعانون من سوء التغذية، حيث قد يكون سبب قلة وزنهم ليس ناتجاً فقط عن الإجمالي غير كاف من السعرات الحرارية المتناولة، ولكن أيضًا لنسب تناول وامتصاص المواد المغذية الأخرى الحيوية الهامة للجسم، وبالأخص الأساسية منها مثل الأحماض الأمينية والمغذيات الدقيقة مثل الفيتامينات والمعادن.
من الممكن أن يتسبب إنخفاض الوزن الحاد الناتج عن اضطرابات في الأكل أو بسبب ممارسة التمارين الرياضية المفرطة لدى النساء إلى انقطاع الطمث (غياب الحيض)،  أو العقم أو حدوث مضاعفات أثناء الحمل وذلك إذا ماكانت الزيادة الناتجة عن الحمل قليلة.
يمكن أن يتسبب سوء التغذية في فقر الدم وتساقط الشعر.
تُعد النحافة عامل ثابت على خطر الإصابة بمرض هشاشة العظام،  حتى إذا ما كان المرء شاباً. ويظهر ذلك بوضوح في الأشخاص الذين يعانون من متلازمة نقص الطاقة النسبي في الرياضة، والتي كانت تعرف في الماضي بثالوث الأنثي الرياضي: حيث عندما يكون هناك اضطراب غذائي أو عند ممارسة الرياضة بشكل مفرط مما يتسبب في انقطاع الطمث، والذي بدوره يؤدي إلى تغيرات هرمونية أثناء الإباضة مما يتسبب في فقدان كثافة المعادن بداخل العظام. وبعد حدوث إنخفاض في كثافة معادن العظام، تبدأ الإصابة بالكسور العفوية الأولى، والتي غالباً ما يكون ضررها غير قابل للإصلاح.
على الرغم من أن معدلات الإبلاغ عن أن نقص الوزن يؤدي إلى زيادة الوفيات بمعدلات مماثلة لتلك التي لوحظت لدى الأشخاص المصابين بالسمنة المفرطة،  إلا أن التأثير يكون أقل حدة على غير المدخنين،  وهو الأمر الذي يرجح أن التدخين والأمراض المسببة في فقدان الوزن هي السبب الرئيسي لمظهر الشخص النحيف.

## الأسباب
هناك أسباب عديدة للإصابة بالنحافة، نذكر بعضها:
- عادات غذائية خاطئة مكتسبة منذ الطفولة
- سوء التغذية
- نقص الغذاء (في كثير من الأحيان بسبب الفقر)
- أسباب وراثية
- إتباع أنظمة غذائية خاصة لتخفيف الوزن والاستمرار بها إلى حد الوصول إلى النحافة ومن ثم عدم القدرة على استرجاع الوزن الطبيعي
- بعض الأمراض العضوية، مثل:

1. فرط الغدة الدرقية
2. فقر الدم
3. أمراض سوء الأمتصاص
4. التمثيل الغذائي غير السليم للمغذيات
5. نقص الفيتامينات، والمغذيات
6. الإصابة ببعض الأورام أو كنتيج لعلاجها

- بعض الأمراض النفسية، مثل:

1. الاكتئاب
2. اضطراب الأكل
3. فقدان الشهية العصابي

## العلاج
من الصعب على النحيف زيادة وزنه مقارنة بالشخص العادي أو ذي الوزن الزائد، وذلك يرجع لجينات الموروثة أو بسبب زيادة نسبة الأيض أو حرق الغذاء لديه، أو لأنه يمتلك عدداً أقل من الخلايا الدهنية أو بسبب زيادة طوله أو لأنه ببساطة غير حريص على الأكل، ولذلك لابد من العمل المستمر وعدم الملل من المحاولات.
يحتاج المصاب بالنحافة الشديدة للاستشارة الطبية للتأكد من خلوه من الأمراض المسببة للنحافة ومن ثم علاجها، فالمصاب بفقر الدم مثلاُ يحتاج لفحوصات خاصة لمعرفة سبب الفقر وعلاجه، فإن كان بسبب نقص الحديد يُعطى حبوب الحديد التي تعوض النقص، أما إذا كان بسبب النزف الشديد أثناء الدورة الشهرية، عندها تحتاج السيدة للعلاج من قِبل طبيب النساء والولادة لمعرفة سبب غزارة النزف وعلاجه.
وكذلك بالنسبة للمصاب بفرط الغدة الدرقية فهو بحاجة لعمل تحليل لمستوى الهرمونات بالدم ثم العلاج المناسب لتثبيط الهرمون المرتفع، بعد التأكد من سلامة النحيف من الأمراض العضوية والجسدية يأتي الدور العلاجي للتغذية والتمارين الرياضية المنتظمة للوصول إلى الوزن الطبيعي.

## النصائح المهمة لزيادة الوزن
مراجعة اخصائي التغذية الذي يحسب السعرات الحرارية التي يحتاجها الشخص بالنسبة لوزنه وطوله وجنسه ونشاطه والوزن الذي يرغب بزيادته أسبوعياً، إتباع مقترحات الهرم الغذائي في الحصص التي يجب تناولها يومياً وهي كالتالي:
1. 3-5 حصص من الخضراوات.
2. 2-4 حصص من الفاكهة.
3. 2-3 حصص من الحليب ومشتقاته كاللبن والزبادي والجبن.
4. 6-11 حصة من الخبز والحبوب والرز والمعكرونة
5. 2-3 حصص من اللحوم والأسماك والبقوليات.
6. تُستعمل الدهون والزيوت والحلويات باعتدال وبكميات قليلة.

يمكن تعريف الحصص بالتالي:
- حصة من مجموعة الخبز والحبوب تساوي شريحة من الخبز أو نصف كوب من الرز أو المعكرونة المطبوخة.
- حصة من الخضراوات تساوي نصف كوب من الخضراوات أو برتقالة واحدة متوسطة أو متوسطة الحجم أو ثلاثة أرباع كوب من العصير.
- حصة من مجموعة الحليب تساوي كأس من الحليب.
- حصة من اللحوم تساوي قطعة صغيرة من اللحم أو الدجاج أو السمك أو كوب ونصف من البقول المطبوخة.

نصاح أخرى
- يفضل اكل وجبات صغيرة ومتعددة بدلآ من وجبات كبيرة وقليلة، فمثلاً يحتاج النحيف إلى ثلاث وجبات رئيسة وثلاث وجبات صغيرة، الأولى بين الفطور والغداء والثانية بين الغداء والعشاء والأخيرة قبل النوم.
- تناول الأطعمة الغنية بالطاقة كخليط الفواكه مع الحليب «كوكتيل» وخاصة كوكتيل الموز، والمعجنات كالفطائر والكعك.
- بدء الوجبة بالطبق الرئيس وتأجيل السلطة والفاكهة لآخر الوجبة.
- تناول الفواكه والخضراوات التي لا بد منها لإمداد الجسم بالفيتامينات والمعادن الضرورية للصحة.
- تناول بعضاً من الحلويات في نهاية كل وجبة أو استبداله بشطيرة من القشطة والمربى أو العسل.
- إضافة المارجرين للأطعمة عند الطهي وذلك لزيادة السعرات الحرارية في الطعام.
- إضافة زيت الزيتون إلى السلطات.
- إضافة العسل إلى الحليب والمشروبات الساخنة.
- تناول المكسرات والفواكه المجففة في الوجبات الصغيرة أو إضافتها إلى السلطة والرز.
- تناول كوب من اللبن مع الغداء والعشاء.
- إضافة الجبن المبشور إلى الرز والمعكرونة ومكعبات الجبن الأبيض للسلطة.
- تناول الطعام مع رفقة محببة وفي الهواء الطلق.
- استعمال الزبدة أو المارجرين بدهنها على الشطائر عند تحضيرها قبل وضع الجبن أو زبدة الفول السوداني وإضافة المربى أو العسل بعد ذلك.
- شرب الحليب كامل الدسم أو المضاعف وذلك يُحضّر بإضافة ثلث كوب من حليب البودرة منزوع الدسم إلى كوب من حليب كامل الدسم، وهو يحتوي على سعرات حرارية تفوق الحليب كامل الدسم بنسبة 50%ومقدار من البروتين ضعف الحليب كامل الدسم.
- تجنب شرب الماء أثناء الوجبات لأن ذلك يضعف الأنزيمات الهاضمة ويعوق عملية الهضم، إلى جانب أنه يملأ المعدة ويجعل النحيف يشعر بالشبع بسرعة.
- مضغ الطعام ببطء وبشكل كاف.
- محاول التغيير في الوجبات لطرد الملل.
- ممارسة الرياضة بانتظام فالرياضة تقوّي العضلات وتجعل زيادة الوزن تتركز في العضلات بدلاً من زيادة الدهون كما أنها تفتح الشهية وتُقلل من تأثير الضغوط النفسية على الصحة العامة.
- التعرّض للشمس فهي تحّسن الصحة وتفتح الشهية.
- استشارة الطبيب لاستعمال بعض الحبوب المقوية أو الفيتامينات والمعادن في حالة عدم كفاية الوجبات الغذائية من هذه الناحية.
- محاولة الابتعاد قدر الإمكان عن الضغوط النفسية والمشكلات التي تُضعف الشهية وبالتالي تُنقص الوزن.